# شوارع جدة

## طريق المدينة
هو شريان مدينة جدة النابض حيث لا تتوقف الحركة ليل نهار، ويربط مدينة جدة من الشمال حتى الجنوب.

### الطرق المتقاطعة
تسلسلياً من الشمال إلى الجنوب
- طريق الملك سعود
- طريق الأمير عبد المجيد
- طريق الأمير نايف
- طريق الحرمين
- طريق الأمير طلال بن منصور (ميدان الجمل) و(مدينة الملك عبد الله الرياضية)
- طريق الأمير خالد بن عبد الله ومخرج (صالة الحجاج)
- مخرج الصالة الشمالية بمطار الملك عبد العزيز الدولي
- شارع السلام (جسر الصالة الملكية)
- شارع حليمة السعدية
- مخرج الصالة الجنوبية بمطار الملك عبد العزيز الدولي
- طريق الأمير احمد بن عبد العزيز
- طريق النزهة (شبك المطار الجنوبي سابقا)
- شارع الأمل
- شارع حراء
- شارع قريش
- شارع صاري
- شارع الأمير سعود الفيصل (الروضة سابقاً) (الكوبري المربع)
- طريق الأمير محمد بن عبد العزيز (التحلية سابقا)
- شارع فلسطين
- طريق الملك عبد الله (ولي العهد سابقا)
- ميدان البيعة (نهاية الطريق)

### معالم هامة
- مطار الملك عبد العزيز الدولي
- مول العرب (مركز تسوق)
- فندق هوليدي إن
- مركز جدة للمعارض
- الدانوب
- فندق ماريوت
- فندق موفنبيك
- ديوان المظالم
- معهد الإدارة
- فندق إيبيس
- إمارة منطقة مكة المكرمة (جهة حكومية)
- وزارة المالية (جهة حكومية)
- مركز المدينة التجاري
- مركز الشعلة (مركز تسوق)
- سوق المساعدية
- وزارة الداخلية (جهة حكومية)
- مستشفى جدة الوطني
- فندق موفنبيك
- مستشفى مغربي
- مركز النخيل (مركز تجاري)
- جامع الملك سعود
- مركز سلمى التجاري
- لولو هايبر ماركت
- مركز فتيحي (مركز تسوق)
- وزارة الخارجية (جهة حكومية)

## طريق الملك فهد (الستين سابقا)
هو الطريق الرديف لطريق المدينة ويمتد بمحاذاة طريق المدينة شمالا بجنوب لكنه أقصر من طريق المدينة ويتقاطع مع نفس الطرق التي يتقاطع معه طريق المدينة.

### الطرق المتقاطعة
- شارع حراء
- شارع قريش
- شارع صاري
- شارع المعهد الصناعي
- شارع الامير سعود الفيصل (الروضة سابقا)
- طريق الأمير محمد بن عبد العزيز (التحلية سابقا)
- شارع البلدية
- شارع غرناطة
- شارع فلسطين
- طريق الملك عبد الله (ولي العهد سابقا)
- طريق مكة القديم

### معالم هامة
- المحكمة العامة في محافظة جدة
- الراية
- البوادي بلازا
- القرية الأولمبية (نادي رياضي)
- بن داود
- ميدان الدراجة
- مستشفى جدة الاهلي
- ميدان الفلك
- فندق فور بوينتس شيراتون
- الهنداوية بلازا
- مستشفى عرفان
- أسواق العثيم

## طريق الملك عبد الله (ولي العهد سابقا)
ويقع في منتصف مدينة جدة تقريبا ويربط شرق جدة من طريق الحرمين وحتى شارع الأندلس

### الطرق المتقاطعة
- طريق الحرمين (الخط السريع أو طريق مكة المكرمة/المدينة المنورة السريع)
- شارع الأمير ماجد (السبعين سابقا) ويوجد به ميدان كبير جدا اسمه دوار الملك عبد العزيز
- شارع عبد الله السليمان
- طريق الملك فهد (الستين سابقا)
- شارع خالد بن الوليد
- شارع حائل
- شارع الأندلس

### معالم هامة
- الأندلس مول (مركز تسوق) يقع على تقاطع شارع الأمير ماجد - السبعين سابقا
- السلام مول (مركز تسوق) يقع على تقاطع شارع الأمير ماجد - السبعين سابقا
- البنك السعودي الفرنسي
- مستشفى شرق جدة (مستشفى حكومي)
- الغرفة التجارية (تقاطع شارع حائل)
- كارفور
- فندق راديسون بلو
- مركز محمود سعيد (مركز تسوق) يقع عند تقاطع طريق الملك فهد (الستين سابقا)
- مستشفى سليمان الحبيب

## طريق الملك عبد العزيز

### الطرق المتقاطعة
- شارع السلام (ميدان الكرة الأرضية)
- شارع حراء
- شارع صاري
- شارع الروضة
- شارع التحلية

### معالم هامة
- ردسي مول (مركز تسوق)
- بنك الجزيرة
- قاعة ليلتي

## طريق الأمير سلطان

### الطرق المتقاطعة
- شارع السلام
- شارع البترجي
- شارع صاري

## شارع قريش

### الطرق المتقاطعة
- طريق الملك فهد (الستين سابقا)
- طريق المدينة
- شارع اليمامة
- شارع الأمير سلطان

### معالم هامة
- الجامعة العربية المفتوحة (تقاطع شارع اليمامة)
- فندق راديسون بلو
- مدرسة ثامر

## شارع صاري

### الطرق المتقاطعة
- طريق المدينة
- شارع الأمير سلطان
- طريق الملك
- طريق الكورنيش

## شارع فلسطين

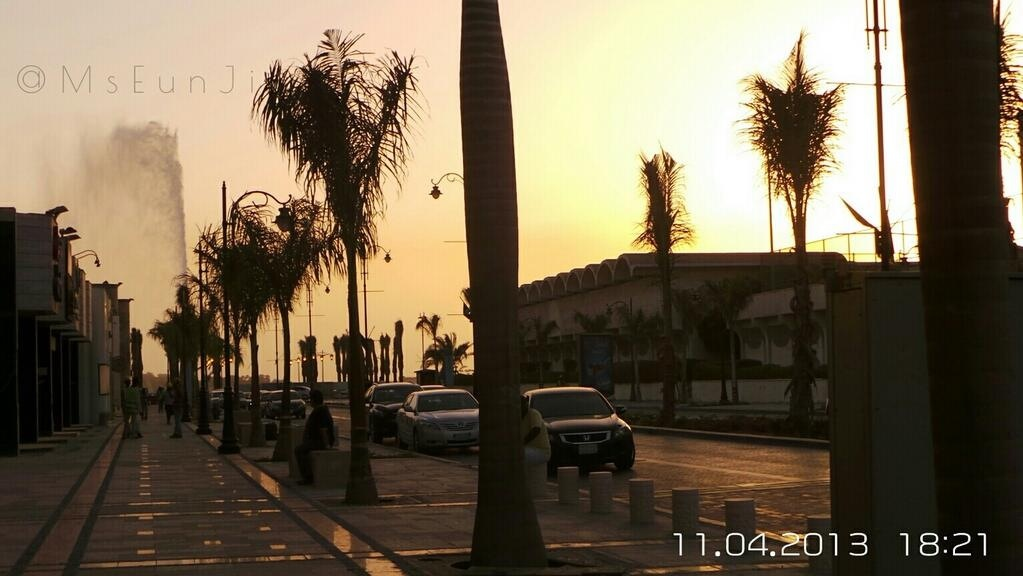

يمتد شارع فلسطين من الشرق من طريق الحرمين (الخط السريع أو طريق مكة المكرمة/المدينة المنورة السريع) إلى الغرب حتى طريق الكورنيش.

### الطرق المتقاطعة
- طريق الحرمين (الخط السريع أو طريق مكة المكرمة/المدينة المنورة السريع)
- شارع دلة
- شارع الأمير متعب (الأربعين سابقا)
- شارع الصحافة
- شارع الأمير ماجد (السبعين سابقا)
- شارع المكرونة (الثمانين سابقا)
- طريق الملك فهد (الستين سابقا)
- شارع خالد بن الوليد
- طريق المدينة
- شارع الأندلس
- طريق الكورنيش

### معالم هامة
- الدانوب
- هيفاء مول (مركز تسوق)
- بنده
- مستشفى سليمان فقيه
- الراية
- فندق رامادا
- مانويل
- مركز الجمجوم (مركز تسوق)
- بن داود

## طريق مكة المكرمة (القديم)
يمتد طريق مكة القديم من وسط جدة من ناحية الغرب إلى الشرق وكان هذا الطريق هو الرئيسي للمتجهين نحو مكة المكرمة.

### الطرق المتقاطعة
- طريق الملك فهد
- شارع الملك خالد (شارع الميناء سابقا)
- شارع قصر خزام
- شارع مدائن الفهد
- شارع الإسكان
- شارع بن لادن
- شارع الاستاد الرياضي
- طريق الحرمين (الخط السريع أو طريق مكة المكرمة/المدينة المنورة السريع)

### معالم هامة
- جامعة عفت (تقاطع شارع قصر خزام)
- وزارة التجارة (جهة حكومية)

## شارع الأمير ماجد (السبعين سابقا)
يتصل بشارع المدائن جنوباً حتى مطار الملك المؤسس شمالاً 

### معالم هامة
- فندق كلاريون (المطار)
- مكتبة جرير
- عزيز مول (مركز تسوق)
- الراية
- مدارس دار الفكر
- فلامنجو مول (مركز تسوق)
- اكسترا
- جامعة دار الحكمة

## شارع الأمير متعب (الأربعين سابقا)

### معالم هامة
- الأحوال المدنية
- ميدان النجمة
- الدانوب
- مدارس منارات جدة
- مستشفى الجدعاني
- هايبر بنده
- مستشفى عبداللطيف جميل
- أسواق المزرعة

## طريق الحرمين (الخط السريع أو طريق مكة المكرمة/المدينة المنورة السريع)
يقع بمحاذاة جدة من الشرق.

## شارع حراء
يمتد من طريق الحرمين شرقاً إلى الكورنيش الشمالي غرباً

### الطرق المتقاطعة
- شارع الأمير متعب (الاربعين سابقا)
- شارع الأمير ماجد (السبعين سابقا)
- طريق المكرونة
- شارع الملك فهد (الستين سابقا)
- طريق المدينة
- طريق الملك عبد العزيز
- شارع الأمير فيصل بن فهد

### معالم هامة
- الدانوب
- سوق حراء الدولي
- بن داود
- ميدان التاريخ
- مانويل

## شارع الفلاح (كوبري الميناء)
أطول جسر في مدينة جدة يمتد من ناحية حي البغدادية وسوق السمك المركزي مرورا بميناء جدة الإسلامي إلى طريق مكة ويؤدي مباشرة إلى الطريق السريع بين مكة المكرمة وجدة

### معالم هامة
- ملعب الأمير عبد الله الفيصل
- أسواق البلد
- كلية الاتصالات
- ساوث مول (مركز تسوق)
- مستشفى الملك عبد العزيز (المحجر)
- كلية ابن سينا

## شارع عبد الله السليمان
شارع عريض يحتوي على خطين رئيسي وفرعي ويمتد من طريق الحرمين إلى حي بني مالك ويقع على شماله جامعة الملك عبد العزيز

### معالم هامة
- سوق التمور المركزي
- مسجد الحمودي
- مدارس الأقصى الأهلية
- إكسترا
- مستشفى أندلسية
- الجامعة بلازا
- المستشفى السعودي الألماني

### الطرق المتقاطعة
- طريق الأمير ماجد
- طريق الملك عبد الله

## شارع باخشب
هو شارع يقع في الجزء الجنوبي من مدينة جدة، وهو موازي لطريق مكة، ويفصل بين حي الثغر وحي الفيحاء

## شارع خالد بن الوليد
يمتد من الشمال إلى الجنوب من شارع فلسطين حتى طريق الملك عبد الله وبإتجاه واحد فقط.

### معالم هامة
- من أشهر أسواق أجهزة الكمبيوتر في مدينة جدة

## شارع المكرونة (الثمانين سابقا)
شارع حيوي ضيق المسار يقطع مدينة جدة من منتصفها إلى شمالها نهاية بمطار الملك عبد العزيز وينسب إلى مصنع المكرونة القديم الذي كان يقع في هذا الشارع

### الطرق المتقاطعة
- شارع الأمير سلطان بن سلمان
- شارع حراء
- ميدان الهندسة
- شارع الإمام الشافعي

## شارع بني مالك
شارع يبدأ من طريق الحرمين ولا يتقاطع معه وينتهي إلى شارع الملك فهد (الستين) مروراً بحي بني مالك الشعبي الشهير نسبة إلى وادي بني مالك ويتقاطع مع شارع الأمير متعب والأمير ماجد

## طريق الكورنيش
يقع بمحاذاة جدة من الغرب ويطل على البحر الأحمر.

### معالم هامة
- مركز الكورنيش التجاري
- البنك الأهلي
- سوق الأسماك (البنقلة)
- مركز الحمراء التجاري
- النادي الأدبي الثقافي
- بلاجيو
- مرسى الأحلام